# Maxime Lombard
Maxime Lombard est un comédien français, né le 9 novembre 1946 à Digne (Alpes-de-Haute-Provence).

## Biographie
Maxime Lombard poursuit ses études supérieures à la faculté de lettres d'Aix-en-Provence, où il obtient une maîtrise de lettres.
Il débute comme comédien en 1971 au TEX (théâtre d'Essai d'Aix-en-Provence) puis rejoint le théâtre du Soleil d'Ariane Mnouchkine.
En 1978, il entre au Grand Magic Circus de Jérôme Savary et participe à la plupart des spectacles mis en scène par ce dernier.

## Filmographie

### Cinéma
- 1974 : 1789, d'Ariane Mnouchkine
- 1976 : L'Affiche rouge, de Frank Cassenti
- 1978 : Molière, d'Ariane Mnouchkine
- 1988 : Envoyez les violons (La Flûte), de Roger Andrieux
- 1990 : Le Château de ma mère, d'Yves Robert
- 1990 : La Gloire de mon père, d'Yves Robert
- 1991 : Merci la vie, de Bertrand Blier
- 1993 : Fanfan, d'Alexandre Jardin
- 1994 : Montparnasse-Pondichéry, d'Yves Robert
- 1997 : C'est la tangente que je préfère, de Charlotte Silvera
- 2003 : Sept ans de mariage, de Didier Bourdon
- 2006 : Coup de sang, de Jean Marbœuf

### Télévision
- 1980 : La Fin du Marquisat d'Aurel, de Guy Lessertisseur : Benoni
- 1982 : Le Bourgeois gentilhomme, de Dirk Sanders : Covielle/Le maître de philosophie
- 1991 : La Femme des autres, de Jean Marbœuf
- 1993 : Poulet au Gratin, d'Étienne Dhaene : 3 épisodes
- 1994 : En garde à vue, de Marco Pauly
- 1994 : 3000 scénarios contre un virus - La Chambre, de Cédric Klapisch
- 1996 : L'Embellie de Charlotte Silvera : le camionneur
- 1996 : Nina Stromboli, de Georges Bensoussan : lui-même
- 1996 : À découvert, de Laurent Jaoui : Me Lesuer
- 1998 : Nestor Burma - En Garde Burma, de Jean Marbœuf
- 1999 : La Femme du boulanger de Nicolas Ribowski : Barnabé
- 1999 : Maître Da Costa - Alibi sur ordonnance, de Nicolas Ribowski
- 2000 : La trilogie marseillaise : Marius, de Nicolas Ribowski : Piquoiseau
- 2000 : La trilogie marseillaise : Fanny, de Nicolas Ribowski : Piquoiseau
- 2000 : La trilogie marseillaise : César, de Nicolas Ribowski : Piquoiseau
- 2001 : Navarro - Graine de Macadam, de José Pinheiro
- 2001 : Mistinguett, la Dernière Revue, de Jérôme Savary : Marcel
- 2001 : Les Enquêtes d'Éloïse Rome - À Cause de Lola, de Denys Granier-Deferre : veilleur de nuit
- 2002 : Un homme en colère (série télévisée) - Une Mort si Douce, de Marc Angelo : maître Tellier
- 2004 : Fabien Cosma - Bobo Léo, de Christiane Lehérissey
- 2004 : Maigret - Maigret et les sept petites croix, de Jérôme Boivin
- 2004 : Clemy, de Nicolas Ribowski
- 2005 : Un prof en cuisine, de Christiane Lehérissey : Serge, le cuisinier de l'hôtel
- 2005 : Granny Boom, de Christiane Lehérissey : Monsieur
- 2007 : Le Temps des secrets, de Thierry Chabert : Pétugue
- 2007 : Le Temps des amours, de Thierry Chabert : Pétugue
- 2007 : Le Maître qui laissait les enfants rêver, de Daniel Losset :  le facteur de Saint-Paul
- 2008 : PJ - Erreurs de Jeunesse, de Claire de la Rochefoucauld : Fleutaux
- 2010 : La Femme du boulanger de Dominique Thiel : Maillefer
- 2011 : Les Beaux Mecs (série) de Gilles Bannier :  Francky Balducci
- 2012 : Tartarin de Tarascon d'après Alphonse Daudet et mise en scène Jérôme Savary : Toine/Moussa
- 2014 : Deux flics sur les docks - Chapelle Ardente (épisode 8), réalisation de Edwin Baily

## Théâtre
- 1970 : 1789 création collective du théâtre du Soleil et mise en scène d'Ariane Mnouchkine, La Cartoucherie
- 1972 : 1793 création collective du théâtre du Soleil et mise en scène d'Ariane Mnouchkine, La Cartoucherie
- 1975 : L'Âge d'or création collective du théâtre du Soleil et mise en scène d'Ariane Mnouchkine, La Cartoucherie
- 1977 : Dom Juan ou le Festin de pierre de Molière et mise en scène de Philippe Caubère, Cartoucherie de Vincennes
- 1978 : Les Mille et Une Nuits de Jérôme Savary
- 1981 : Noël au front d'Helmut Ruge et mise en scène de Jérôme Savary, théâtre national de Strasbourg
- 1981 : Les Mélodies du malheur et mise en scène de Jérôme Savary
- 1981 : Le Bourgeois gentilhomme de Molière et mise en scène de Jérôme Savary, Nouveau théâtre de Nice, théâtre de l'Est parisien
- 1982 : Superdupont ze Show de Marcel Gotlib et mise en scène de Jérôme Savary, avec Alice Sapritch, théâtre de Béziers, Nouveau théâtre de Nice, théâtre national de l'Odéon
- 1983 : Histoire du cochon qui voulait maigrir d'après Colin McNaughton, mise en scène de Jérôme Savary, théâtre Mogador
- 1984 : Bye bye show biz de Jérôme Savary et mise en scène de Jérôme Savary, théâtre Carlo Goldoni Venise, Nouveau théâtre de Nice, théâtre Mogador
- 1984 - 1985 : Histoire du cochon qui voulait maigrir pour épouser Cochonette d'après Colin McNaughton, mise en scène de Jérôme Savary, théâtre Mogador
- 1985 : La Femme du boulanger de Marcel Pagnol et mise en scène de Jérôme Savary, avec Michel Galabru, théâtre Mogador
- 1985 : Les Aventures inédites du cochon en Amazonie d'après Colin McNaughton, mise en scène de Jérôme Savary, théâtre Mogador
- 1986 - 1987 : La Mouette de Anton Tchekhov et mise en scène Pierre Pradinas, en tournée
- 1987 : Le Bal des cocus de Jérôme Savary et mise en scène de Jérôme Savary, avec Anémone au théâtre du 8e de Lyon
- 1987 : Le Malade imaginaire de Molière et mise en scène de Michel Galabru, Rencontres estivales de Malaucène
- 1988 : Les Rustres de Carlo Goldoni et mise en scène de Michel Galabru, Printemps des Comédiens (Montpellier)
- 1988 : Astérix d'après Albert Uderzo et René Goscinny et mise en scène de Jérôme Savary, Cirque d'Hiver
- 1989 : Le Médecin malgré lui de Molière et mise en scène Michel Galabru, Printemps des Comédiens (Montpellier)
- 1989 : George Dandin de Molière et mise en scène Michel Galabru, Printemps des Comédiens (Montpellier)
- 1991 - 1992: Carton Plein de Serge Valletti et mise en scène de Gabriel Monnet, Printemps des Comédiens (Montpellier), théâtre des 13 vents, théâtre national de Chaillot
- 1992 : La Nuit des rois de William Shakespeare et mise en scène de Jérôme Savary, théâtre national de Chaillot
- 1992 : La Cave de l'effroi de Gabor Rassov et mise en scène de Pierre Pradinas, théâtre Jean-Vilar Suresnes
- 1993 : Le Riche Convoité de Carlo Goldoni et mise en scène de Michel Galabru, Festival d'Anjou
- 1994 : Chantecler d’Edmond Rostand et mise en scène de Jérôme Savary, théâtre national de Chaillot
- 1994 : La Résistible Ascension d'Arturo Ui de Bertolt Brecht et mise en scène de Jérôme Savary, théâtre national de Chaillot
- 1996 : Nina Stromboli ou le démon de midi mise en scène de Jérôme Savary, théâtre national de Chaillot
- 1996 : Le Bourgeois gentilhomme de Molière et mise en scène de Jérôme Savary, avec Catherine Jacob, théâtre national de Chaillot
- 1997 : Cyrano de Bergerac d'Edmond Rostand et mise en scène de Jérôme Savary, théâtre national de Chaillot
- 1999 : L'Avare de Molière et mise en scène de Jérôme Savary, théâtre national de Chaillot
- 2001 : Mistinguett, la dernière revue de Franklin Le Naour et Jérôme Savary et mise en scène de Jérôme Savary, Opéra-Comique
- 2002 : La Paix d'Aristophane et mise en scène de Stéphanie Tesson, théâtre 13
- 2003 : Signé Dumas de Cyril Gély et Éric Rouquette, mise en scène de Jean-Luc Tardieu, avec Francis Perrin, Thierry Frémont, théâtre Marigny
- 2006 : Demain la Belle de Bernard Thomas et mise en scène de Jérôme Savary, théâtre national de l'Opéra-Comique
- 2006 : Du Pain plein les Poches de Matteï Visniec et mise en scène de Sophie Duez, théâtre national de Nice
- 2007 : Fantasio d'Alfred de Musset et mise en scène de Stéphanie Tesson, théâtre du Ranelagh
- 2009 : Les Fiancés de Loches de Georges Feydeau et mise en scène de Jean-Louis Martinelli, théâtre des Amandiers
- 2010 : La Femme du boulanger de Marcel Pagnol et mise en scène d'Alain Sachs, théâtre André-Malraux (Rueil-Malmaison)
- 2011 : Le Songe d'une nuit d'été de William Shakespeare et mise en scène de Nicolas Briançon, théâtre de la Porte Saint Martin
- 2012 : La Femme du boulanger de Marcel Pagnol et mise en scène d'Alain Sachs, théâtre Hébertot
- 2012 : La Femme du Boulanger de Marcel Pagnol et mise en scène Alain Sachs, en tournée
- 2012 : Les Rustres de Carlo Goldoni et mise en scène Jean Galabru, Megarama de Casablanca
- 2012 : Tartarin de Tarascon d'après Alphonse Daudet et mise en scène Jérôme Savary, Théâtre André Malraux (Rueil-Malmaison)
- 2013 : Le Monte-plats de Harold Pinter, mise en scène Christophe Gand, tournée
- 2013 : Lettres de mon moulin de Marcel Pagnol, mise en scène Jean Galabru, Théâtre Saint-Georges
- 2013 : Carton Plein de Serge Valletti, mise en scène Jacques Décombe, Comédie Bastille
- 2014 : Angèle de Marcel Pagnol, mise en scène Yves Pignot, Centre national de création d'Orléans, tournée
- 2015 : Le Monte-plats de Harold Pinter, mise en scène Christophe Gand, Théâtre de Poche Montparnasse
- 2016 : Peau de Vache de Pierre Barillet et Jean-Pierre Gredy, mise en scène Michel Fau, Théâtre Antoine
- 2017 : Toc Toc de Laurent Baffie, mise en scène de l'auteur, La Grande Comédie
- 2018 : La très jolie trilogie de Laurent Baffie, Splendid
- 2019 : Jacques et son maître de Milan Kundera, mise en scène Nicolas Briançon, Festival d'Anjou
- 2020 : La Mégère apprivoisée de William Shakespeare, mise en scène Frédérique Lazarini, Artistic Athévains
- 2021 : La Mégère apprivoisée de William Shakespeare, mise en scène Frédérique Lazarini, théâtre du Chêne noir (festival off d'Avignon)
- 2021 : Jacques et son maître de Milan Kundera, mise en scène Nicolas Briançon, théâtre Montparnasse
- 2022 : Lorsque l'enfant paraît d'André Roussin, mise en scène Michel Fau, théâtre de la Michodière

## Doublage
- 1995 : Lantuch dans Le monde est un grand Chelm  de Albert Hanan Kaminski

## Documentaire
- 1996 : Trente Ans d'Aventures et d'Amour, de Georges Bensoussan : Lui-même

## Publications
- Les Fantaisies microcosmiques, ouvrage collectif avec Christophe Barbier, Claudie Decultis, Philippe Fenwick, Claudine Galéa, Franz-Olivier Giesbert, Victor Haïm, Stanislas Kemper, Murielle Magellan, Amélie Nothomb, René de Obaldia, Érik Orsenna, Dominique Paquet, Jean-Yves Picq, Emmanuelle Polle, Fabienne Rouby, Karin Serres, Gonzague Saint Bris, Marie-Claude Tesson-Millet, Sylvain Tesson, Sébastien Thiéry et Florian Zeller, L'Avant-Scène Théâtre, collection Des Quatre Vents, 2004,  (ISBN 2-7498-0930-4)[1]
- L'Enfumée, texte du spectacle éponyme créé le 5 juin 2004 et mis en scène par Stéphanie Tesson, Potager du Roi (Versailles) et tournée[2].